# Guglielmo Piantoni
Guglielmo Piantoni – noto anche come Guillermo – (Boa Vista, 1º luglio 1912 – Torino, 20 ottobre 1965) è stato un calciatore italiano, di ruolo centrocampista.

## Caratteristiche tecniche
Giocava come mediano.

## Carriera
Ha esordito in Serie A con la maglia del Torino il 25 maggio 1930 in Torino-Cremonese (2-3).
Ha giocato nella massima serie anche con la maglia del Palermo.

## Palmarès
- Campionato italiano di Serie B: 1

Palermo: 1931-1932